# Софі Лефевр
Софі Лефевр (фр. Sophie Lefèvre; нар. 23 лютого 1981) — колишня французька тенісистка.
Найвищу одиночну позицію світового рейтингу — 216 місце досягла 15 вересня 2003, парну — 76 місце — 21 лютого 2011 року.
Здобула 4 парні титули туру ITF.
Найвищим досягненням на турнірах Великого шолома було 2 коло в парному розряді.
Завершила кар'єру 2013 року.

## Фінали ITF

### Одиночний розряд (0–1)
| Легенда          |
| ---------------- |
| турніри $100,000 |
| турніри $75,000  |
| турніри $50,000  |
| турніри $25,000  |
| турніри $10,000  |

| Фінали за покриттям |
| ------------------- |
| Тверде (0–1)        |
| Ґрунт (0–0)         |
| Трава (0–0)         |
| Килим (0–0)         |

| Результат | Ранг | Дата          | Турнір            | Покриття   | Суперниця      | Рахунок  |
| --------- | ---- | ------------- | ----------------- | ---------- | -------------- | -------- |
| Поразка   | 1.   | 20 січня 2003 | Гренобль, Франція | Тверде (i) | Кароліна Шпрем | 5–7, 5–7 |

### Парний розряд (4–7)
| Легенда          |
| ---------------- |
| турніри $100,000 |
| турніри $75,000  |
| турніри $50,000  |
| турніри $25,000  |
| турніри $10,000  |

| Фінали за покриттям |
| ------------------- |
| Тверде (1–4)        |
| Ґрунт (3–3)         |
| Трава (0–0)         |
| Килим (0–0)         |

| Результат | Ранг | Дата           | Турнір                   | Покриття   | Партнерка         | Суперниці                            | Рахунок            |
| --------- | ---- | -------------- | ------------------------ | ---------- | ----------------- | ------------------------------------ | ------------------ |
| Поразка   | 1.   | 3 лютого 2002  | Бельфор, Франція         | Тверде (i) | Маріна Каяццо     | Кірстін Фрає Зіна Шрайбер            | 6–7(0–7), 4–6      |
| Перемога  | 1.   | 2 лютого 2003  | Бельфор, Франція         | Тверде (i) | Кім Кілсдонк      | Лю Наньнань Сє Яньцзе                | 6–3, 6–3           |
| Поразка   | 2.   | 1 лютого 2004  | Бельфор, Франція         | Тверде (i) | Кім Кілсдонк      | Ольга Виметалкова Габріела Хмелінова | 3–6, 2–6           |
| Перемога  | 2.   | 16 квітня 2006 | Джексон (Міссісіпі), США | Ґрунт      | Марія Кондратьєва | Окамото Сейко Такасе Аямі            | 6–0, 6–3           |
| Перемога  | 3.   | 30 квітня 2006 | Кань-сюр-Мер, Франція    | Ґрунт      | Орелі Веді        | Даніела Клеменшиц Сандра Клеменшиц   | 2–6, 6–4, 7–6(7–1) |
| Перемога  | 4.   | 18 серпня 2007 | Пенза, Росія             | Ґрунт      | Агнеш Сатмарі     | Міхаела Бузернеску Вероніка Капшай   | 6–1, 6–2           |
| Поразка   | 3.   | 24 серпня 2007 | Москва, Росія            | Ґрунт      | Ніна Братчикова   | Марія Кондратьєва Весна Долонц       | 2–6, 1–6           |
| Поразка   | 4.   | 1 лютого 2009  | Гренобль, Франція        | Тверде (i) | Марія Кондратьєва | Юлія Федосова Віржині Піше           | 3–6, 3–6           |
| Поразка   | 5.   | 5 липня 2009   | Мон-де-Марсан, Франція   | Ґрунт      | Марія Кондратьєва | Хорхеліна Краверо Марія Ірігоєн      | 6–2, 4–6, [7–10]   |
| Поразка   | 6.   | 24 липня 2010  | Петанж, Luxemburg        | Ґрунт      | Лаура Торп        | Шерон Фічмен Моніка Нікулеску        | 4–6, 2–6           |
| Поразка   | 7.   | 30 жовтня 2011 | Пуатьє, Франція          | Тверде (i) | Марія Кондратьєва | Алізе Корне Віржіні Раззано          | 3–6, 2–6           |